# Antonín Moštěk
Antonín Moštěk (* 1941) je moravský řemeslník a výrobce fajánsové keramiky oceněný titulem Nositel tradice lidových řemesel.

## Život a tvorba
Narodil se ve Vlčnově a už od dětství projevoval výtvarný talent. Navštěvoval učňovskou školu ve Strážnici, kde se učil u předního znalce a výrobce lidové fajánse, Heřmana Landsfela. Následně jeho cesta vedla do keramických dílen družstva Lidová tvorba v Tupesech, kde působil do roku 1967. Poté pokračoval v keramických dílnách Oblastního střediska Ústředí lidové umělecké výroby v Uherském Hradišti, zdese podílel na výrobcích navržených akademickou sochařkou Marií Kotrbovou, spolupracoval i s Pravoslavem Radou na jeho exponátech pro výstavu Expo v Montrealu konané v roce 1967. V roce 1977 se stal vedoucím nově zřízené fajánsové dílny, která vznikla ve Vlčnově, kde se mimo jiné staral o výchovu a učení nových keramiků. Po roce 1989 si založil vlastní živnost, od roku 1992 nazývanou jako rodinná firma Keramika Moštěk Moravia. Svá díla vystavuje i na různých řemeslných jarmarcích a jiných akcích podobného typu.
Ve své tvorbě se mimo jiné zaměřuje na zhotovování kopií habánské a lidové keramiky z minulosti, ale nevyhýbá se ani vlastním autorským dílům či produktům inspirovaným lidovým prostředím. Kromě hrnků, džbánů a talířů vyrábí i mísy, svícny či keramické betlémy.

## Ocenění
Už v roce 1972 mu byl udělen titul Mistr lidové umělecké výroby, v roce 2001 patřil k první pětici řemeslníků oceněných titulem Nositel tradice lidových řemesel. Roku 2014 získal titul Mistr tradiční rukodělné výroby Zlínského kraje a o rok později obdržel za svou práci a mistrovství Čestné uznání za celoživotní tvůrčí přínos v rámci Ceny Vladimíra Boučka za zachování a rozvoj lidové umělecké výroby, kterou uděluje město Uherské Hradiště.